# Ziemomyśl A

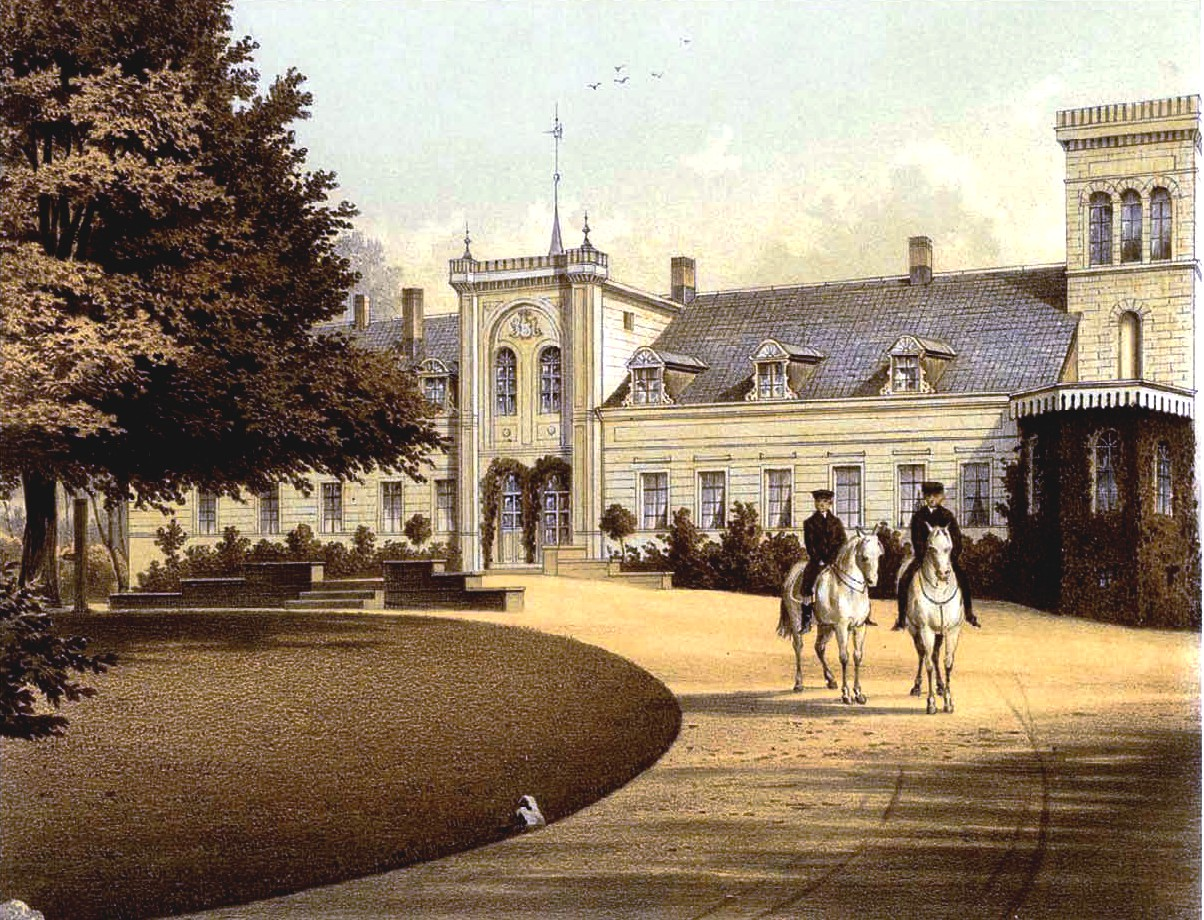
Rittergut Schönwerder A um 1860, Sammlung Alexander Duncker

Ziemomyśl A (deutsch Schönwerder A) ist ein Dorf bei Dolice (Dölitz) im Powiat Stargardzki in der polnischen Woiwodschaft Westpommern.

## Geographische Lage
Ziemomyśl A liegt in Hinterpommern, etwa 9 Kilometer östlich von Dolice, 24 Kilometer südöstlich von Stargard in Pommern und 56 Kilometer südöstlich der regionalen Metropole Stettin.

## Geschichte
Schönwerder A war ursprünglich ein Gutsbezirk, der aus einem Rittergut und dem Büdnerdorf Schönwerder (früher Schönenwerder) bestand. Durch eine Erbteilung war von dem Gesamt-Gutsbezirk der Teil Schönwerder B abgetrennt worden. In dem Gesamt-Gutsbezirk Schönwerder (Teile A und B) gab es um 1784 ein Vorwerk, eine Windmühle, eine Ziegelei, 17 Bauern, eine Schmiede, einen Gasthof, einen Schulmeister und insgesamt 61 Feuerstellen (Haushalte). Zwischen dem 16. und 18. Jahrhundert war Schönwerder ein Lehen der Familie Blankensee. Um die Mitte des 19. Jahrhunderts hatte Schönwerder A über 300 Einwohner. In den Jahren 1794 bis 1945 war das Schloss Schönwerder A im Besitz der Familie von Bonin. Die zum Gut und Vorwerk gehörende Grundfläche betrug zu dieser Zeit ca. 7600 Magdeburger Morgen (1.900 Hektar).
Schönwerder A gehörte bis 1945 zum Landkreis Pyritz in der preußischen Provinz Pommern. Nach Ende des Zweiten Weltkriegs wurde die Region im Frühjahr 1945 von der Roten Armee besetzt und anschließend zusammen mit ganz Hinterpommern unter polnische Verwaltung gestellt.

## Persönlichkeiten

### Söhne und Töchter des Ortes
- Peter von Blanckensee (1659–1734), preußischer General und Reformer des Steuerwesens
- Wulf Christoph von Blanckensee (1674–1717), preußischer Oberst, Stadtkommandant von Wismar
- Eduard von Bonin (1846–1934), preußischer Gutsbesitzer und Mitglied des Herrenhauses

### Mit dem Ort verbunden
- Anna von Bonin (1856–1933), deutsche Schriftstellerin, lebte seit ihrer Heirat mit Konrad von Bonin auf Gut Schönwerder A